# 天神西通り
天神西通り（てんじんにしどおり、ローマ字表記: Tenjin-nishi Dōri）は福岡県福岡市中央区天神と大名との間を南北に走る市道の通称。福岡市道舞鶴薬院線のうち北端で接続する昭和通りから国道202号までの約430メートルの区間を呼び、略して西通りとも呼ばれる。

## 位置
その名の通り天神の西寄り、明治通り交点の天神西交差点から国体道路の中央児童会館前までを南北に走る通り。全区間が福岡市の「都心部」の中にあり、天神と大名の境にあたる。全長約430m、車道は片側1車線。
西通りの北端の天神西交差点から新天町が分岐する。
天神西交差点からさらに北上すると親不孝通りがある。
通りの中ほどにあるきらめき通り西口交差点できらめき通りと接続している。
| Map of Tenjin-nishi Dōri, 天神西通りの地図           | Ref.: Map of Chūō-jidō-kaikan-mae Intersection, 参考：中央児童会館前交差点の地図 | Ref.: Map of Maizuru-yakuin Street, 参考：福岡市道舞鶴薬院線の地図 |
| Ref.: Map of Kirameki Dōri, 参考：きらめき通りの地図 | Ref.: Map of Kego Sandō, 参考：警固参道の地図                                    | Ref.: Map of Konyamachi Shōji, 参考：紺屋町小路の地図              |

## 周辺
周辺には数多くの商業ビルがあり、終日賑わう。近年は有名海外ブランド店やファストファッションブランド店の出店が相次ぎ、新たな商業集積が拡大している。
- Apple 福岡
- アバクロ福岡店
- H&M TENJIN（天神店）
- ZARA 福岡天神西通り店
- ジュンク堂書店 福岡店
- カメラのキタムラ
- 西鉄グランドホテル
- 天神東宝
- 岩田屋天神本店本館
- リーバイスストア福岡天神店
- NTT天神ビル
- アディダスパフォーマンスセンター福岡
- 大黒屋ブランド館福岡店
- 楽天モバイル 福岡天神西通り店
- ソフトバンク福岡天神西通り

## 接続する主な通り
- 昭和通り
- 明治通り
- 天神サザン通り
- きらめき通り
- 鉄砲町通り